# Supercopa d'Espanya de futbol 1996
La Supercopa d'Espanya de 1996 va ser un matx de futbol espanyol a dos partits jugat els dies 25 i 28 d'agost de 1996. El van disputar el FC Barcelona, que va ser subcampió de la Copa del Rei 1995–96, i l'Atlètic de Madrid, que va guanyar la Lliga espanyola 1995–96 i la Copa del Rei 1995–96. El Barça va guanyar 6 – 5 en el global.

## Detalls del matx

### Anada
| FC Barcelona                                                | 5–2     | Atlético Madrid                  |
| ----------------------------------------------------------- | ------- | -------------------------------- |
| Ronaldo 5', 89' · Giovanni 31' · Pizzi 74' · De la Peña 76' | Informe | Esnáider 37' · Pantić 57' (pen.) |

| BAR | ATM |

|              |    |                      |     |     |
|              |    |                      |     |     |
| GK           | 1  | Vítor Baía           |     |     |
| RB           | 20 | Miquel Àngel Nadal   |     | 50' |
| CB           | 5  | Gheorghe Popescu (c) | 11' |     |
| LB           | 12 | Sergi Barjuan        |     |     |
| DM           | 4  | Pep Guardiola        | 35' |     |
| CM           | 21 | Luis Enrique         | 82' |     |
| CM           | 18 | Guillermo Amor       |     | 67' |
| AM           | 10 | Giovanni             |     |     |
| RW           | 7  | Luís Figo            | 34' |     |
| CF           | 9  | Ronaldo              |     |     |
| LW           | 8  | Hristo Stoichkov     |     | 73' |
| Substituts:  |    |                      |     |     |
| DF           | 3  | Abelardo             |     | 50' |
| MF           | 23 | Iván de la Peña      |     | 67' |
| FW           | 19 | Juan Antonio Pizzi   |     | 73' |
| Entrenador:  |    |                      |     |     |
| Bobby Robson |    |                      |     |     |

|               |    |                       |     |         |
|               |    |                       |     |         |
| GK            | 1  | José Molina           | 81' |         |
| RB            | 20 | Delfí Geli            | 67' |         |
| CB            | 6  | Santi                 | 16' |         |
| CB            | 4  | Roberto Solozábal (c) |     |         |
| LB            | 3  | Toni                  |     |         |
| DM            | 24 | Radek Bejbl           |     |         |
| DM            | 14 | Diego Simeone         | 7'  | 46'     |
| AM            | 10 | Milinko Pantić        |     |         |
| AM            | 18 | Roberto               |     | 46'     |
| CF            | 9  | Juan Esnáider         | 78' |         |
| CF            | 19 | Kiko                  |     |         |
| Substituts:   |    |                       |     |         |
| MF            | 8  | Joan Vizcaíno         | 60' | 46'     |
| MF            | 15 | Carlos Aguilera       |     | 46' 67' |
| DF            | 5  | Juanma López          |     | 67'     |
| Entrenador:   |    |                       |     |         |
| Radomir Antić |    |                       |     |         |

### Tornada
| Atlético Madrid                                      | 3–1     | Barcelona     |
| ---------------------------------------------------- | ------- | ------------- |
| Sergi Barjuan 32' (p.p.) · Esnáider 65' · Pantić 76' | Informe | Stoichkov 58' |

| ATM | BAR |

|               |    |                  |     |     |
|               |    |                  |     |     |
| GK            | 1  | José Molina      |     |     |
| RB            | 5  | Juanma López     | 42' |     |
| CB            | 6  | Santi            |     |     |
| CB            | 2  | Pablo Alfaro     |     |     |
| LB            | 3  | Toni (c)         |     |     |
| DM            | 24 | Radek Bejbl      | 70' | 71' |
| DM            | 14 | Diego Simeone    |     | 65' |
| AM            | 10 | Milinko Pantić   | 60' |     |
| AM            | 18 | Roberto          |     |     |
| CF            | 7  | Leonardo Biagini |     | 25' |
| CF            | 19 | Kiko             |     |     |
| Substituts:   |    |                  |     |     |
| FW            | 9  | Juan Esnáider    | 30' | 25' |
| DF            | 20 | Delfí Geli       |     | 65' |
| MF            | 8  | Joan Vizcaíno    |     | 71' |
| Entrenador:   |    |                  |     |     |
| Radomir Antić |    |                  |     |     |

|              |    |                      |     |       |
|              |    |                      |     |       |
| GK           | 25 | Julen Lopetegui      |     |       |
| RB           | 2  | Albert Ferrer        |     |       |
| CB           | 3  | Abelardo             | 49' |       |
| CB           | 5  | Gheorghe Popescu (c) |     |       |
| CB           | 15 | Laurent Blanc        |     |       |
| LB           | 12 | Sergi Barjuan        | 78' |       |
| RM           | 21 | Luis Enrique         |     |       |
| CM           | 4  | Pep Guardiola        |     |       |
| LM           | 18 | Guillermo Amor       |     | 90+2' |
| CF           | 19 | Juan Antonio Pizzi   | 29' |       |
| CF           | 8  | Hristo Stoichkov     |     | 80'   |
| Substituts:  |    |                      |     |       |
| FW           | 11 | Ángel Cuéllar        |     | 80'   |
| MF           | 6  | José Mari Bakero     |     | 90+2' |
| Entrenador:  |    |                      |     |       |
| Bobby Robson |    |                      |     |       |

## Campió
| Campió de la Supercopa d'Espanya 1996 |
| ------------------------------------- |
| FC Barcelona 5è títol                 |